# Carlo Grano
Carlo Grano, italijanski rimskokatoliški duhovnik, škof in kardinal, * 14. oktober 1887, Rim, † 2. april 1976, Rim.

## Življenjepis
14. julija 1912 je prejel duhovniško posvečenje. 
14. decembra 1958 je bil imenovan za naslovnega nadškofa Tesalonike in za apostolskega nuncija v Italiji; 27. decembra istega leta je prejel škofovsko posvečenje.
26. junija 1967 je bil povzdignjen v kardinala in imenovan za kardinal-duhovnika S. Marcello.